# Vitstrupig skrika
Vitstrupig skrika (Cyanolyca mirabilis) är en fågel i familjen kråkfåglar inom ordningen tättingar.

## Utseende och läte
Vitstrupig skrika är en liten (23–25 cm) och praktfull kråkfågel. Fjäderdräkten är skiffergrå med kontrastrikt tecknat huvud: svart med vit strupe och vitt ögonbrynsstreck som sträcker sig runt bakom örontäckarna. Lätet är ett tvåstavigt, något nasalt "yeeyip yeeyip". Även gnissliga tjirpande ljud och nasala varnande "reek" hörs.

## Utbredning och systematik
Fågeln förekommer i fuktiga bergsskogar i sydvästra Mexiko (södra Guerrero och södra och centrala Oaxaca). Den behandlas som monotypisk, det vill säga att den inte delas in i några underarter.

## Status
Arten har ett begränsat och hastigt krympande utbredningsområde. Beståndet är också litet, uppskattat till 1500 och 7000 vuxna individer. Internationella naturvårdsunionen IUCN kategoriserar arten som sårbar.